# 능격동사
이론언어학(general linguistics)에서 능격동사(labile verb, 혹은 ergative verb)는 타동사(transitive verb)와 자동사(intransitive verb)로 사용되며, 타동사의 직접목적어(direct object)는 자동사의 주어(subject)에 해당한다. 예를 들어, "I ring the bell"과 "The bell rings."이다. 능격동사는 영어의 두드러진 특징이나 다른 언어에서도 나타난다.

## 용어
언어학에서 능격동사에 해당하는 영어 용어는 확정되지 않았다. Labile verb는 딕슨(R.M.W. Dixon)이 명명한 'S=O-이중타동사(ambitransitive)'라고도 하고, 혹은 "ergative",라고도 하는데, 이는 라이언스(Sir John Lyons)의 1968년 교재에서 사용한 것이다. 그러나 'ergative verb'는 비대격동사(unaccusative verb)에도 사용되었으며, 대부분의 다른 경우, 능격구조(ergative constructions)에도 사용한다.

## 영어
영어에서 대부분의 동사는 자동사로 쓸 수 있지만, 이는 보통 주어의 역할을 바꾸지 않는다. 예를 들어 "He ate the soup"에서 ate는 타동사, "He ate"에서는 자동사인데, 여기서 차이는 뒷문장의 경우는 무엇을 먹었는지 특정하지 않는다는 것 뿐이다. 반대로 능격동사는 주어 역할이 바뀐다. 예를 들어 "it broke the window" (타동사), "the window broke" (자동사)이다.
능격동사는 몇 개 범주로 나뉜다.
- 상태 변화를 뜻하는 동사 : break, burst, form, heal, melt, tear, transform
- 요리 동사 : bake, boil, cook, fry
- 동작 동사 : move, shake, sweep, turn, walk
- 운송수단 관련 동사 : drive, fly, reverse, run, sail

이들 중 일부는 두 가지 의미로서 자동사로 사용할 수 있다. "I'm cooking the pasta(나는 파스타를 요리하고 있다)"는 능격동사로서 "The pasta is cooking(파스타가 요리되고 있다)"와 "I'm cooking(나는 요리하고 있다)"와 의미상 같다. 그러나 둘 중 어느 쪽보다 '나는 파스타를 요리하고 있다' 쪽이 정보 전달적인 측면이 더 강하다.
수동동사(passive verb), 명사화(nominalization), 부정사(infinitive), 동명사(gerund)는 행위자(agent)가 빠지거나 포함되게 하는 것과는 달리, 능격동사 자동사형은 행위자가 빠진다.
- "The window was broken" 혹은 "The window was broken by the burglar."
- "[…] to break the window […]" 혹은 "[…] for the burglar to break the window […]"
- "[…] the breaking of the window […]" 혹은 "[…] the burglar's breaking of the window […]"
- "The window broke"이지만 "The window broke by the burglar"는 아니다.

능격동사 자동사는 행위자가 없다. 비능격동사(non-labile verb) 일부에서, 이는 재귀형(reflexive voice)을 사용하여 달성할 수 있다. He solved the problem는 The problem was solved 혹은 The problem solved itself가 된다.
재귀동사를 사용하는 가장 큰 이유는 행위자가 없기 때문이지만, 특정 행위자가 알려져 있지 않을 때에도 사용가능하다. 예를 들어, "John broke the window, or maybe Jack did — at any rate, the window broke(존이 창문을 깼거나 잭이 깼겠지만, 어쨌든 창문은 깨졌다)"와 "John solved the problem, or maybe Jack did — at any rate, the problem was solved(존이 문제를 풀었거나 잭이 풀었겠지만 어쨌든 문제는 풀렸다)" 모두 자연스럽지만, 이 문장들은 약간 관용구 표현인 면이 있다.
재귀동사를 사용하는 두번째 이유는 문장 주어가 원인유발 행위자(causative agent)라는 것을 의미하려 하기 때문이다. "John solved the problem, or maybe Jack did — at any rate, the problem solved itself(존이 문제를 풀었거나 잭이 풀었겠지만 어쨌든 문제는 자기 자신을 풀었다)"는 것은 문자 그대로만 보면 문제가 사람처럼 움직여서 자기 자신을 풀었다는 말도 안되는 표현이지만, 관용 활용이 항상 이런 방식을 따르는 것은 아니다. 따라서 일부 문법학자들은 "The window broke"와 "The problem solved itself"를 또다른 태(grammatical)인 중간태(middle voice)로 보기도 한다.
능격동사는 외부 행위자를 생략할 수 있을 뿐 아니라, 영향을 받은 상대편(affected party)이 행동을 야기하고 있다는 것도 의미한다. 예를 들어 "the shop closed for the day(가게는 그날 문닫았다)"라는 식의 문장처럼, 영향 받은 상대편이 기구(institution)나 기업체(corporate entity)일 수 있거나, 행동의 원인이 되는 개체는 중요하지 않을 때, 객관적인 입장에서 사용할 수 있다. 또한 "Eight factories have closed this year(여덟개의 공장이 올해 문닫았다)"처럼, 기자가 특정 원인유발 행위자에게 동정심을 가질 때 책임 추궁 회피용으로 사용할 수 있다.

## 노르웨이어
노르웨이어(Norwegian) 능격동사는 타동사형 활용유형(conjugation pattern) 하나와 자동사형 활용유형 하나가 있다.
- «Nøtta knakk» (The nut cracked)
- «Jeg knekte nøtta» (I cracked the nut)

여기서 knakk과 knekte는 같은 과거형임에도 불구하고 자동사형과 타동사형으로 형태를 구분하여 사용하고 있다.

## 프랑스어
프랑스어(French)도 능격동사가 있는데, 이는 갈로-로만 속라틴어(Gallo-Roman Vulgar Latin)에서 구분된 의미가 없다는 것에서 발전하였다.
- "Il tourne la tête." ("He turns his head.")
- "Sa tête tourne." ("His head turns.")

그러나 동사의 재귀동사형(reflexive verb form)을 사용하여 비사역(anticausative)의 의미를 표현하는 쪽이 더 흔하다.
- "J'ouvre la porte." ("I open the door.")
- "La porte s'ouvre." ("The door opens itself", 즉 "The door opens.")

게다가 영어 cook에 해당하는 동사들은 더 많은 가능성을 가지고 있다. 사역 구조(causative construction)로 하여금 동사 타동사형을 대체하게 한다.
- "Je cuis les pâtes." ("I cook the pasta.")
- "Je cuis." ("I cook", 즉 "나는 무언가를 요리한다"이거나 혹은 예를 들어 "여기 너무 더워서 쪄죽을 거 같아")
- "Je fais cuire les pâtes." (단어 및 배열 그대로 영단어로 옮기면 "I make cook the pasta", 영어식대로 배열하면 "I make the pasta cook", 영어식으로 의미가 통하게 고치면 "I cook the pasta.")
- "Les pâtes cuisent." ("The pasta cooks.")

## 네덜란드어
네덜란드어(Dutch)에서 능격동사는 영어와 유사하게 사용하지만, 완료시제(perfect tense)에서는 더욱 두드러진다.
현재형에서 네덜란드와 영어의 활용은 비슷하다.
- "Jan breekt zijn glas." ("John breaks his glass.")
- "Het glas breekt." ("The glass breaks.")

그러나 두 언어에서의 차이점은 다음과 같다. 예를 들어 동사 zinken (to sink)은 타동사로 사용할 수 없으며 동사 openen (to open)도 자동사로 사용할 수 없다.
- "Het schip zonk." ("The ship sank.")
- Not *"De marine zonk het schip." ("The navy sank the ship."와는 달리 사용 불가)

- "Jan opent de deur." ("John opens the door.")
- Not *"De deur opent." ("The door opens."와는 달리 사용 불가)

마지막 경우, "De deur gaat open." (문자 그대로 영어로 옮기면 "The door goes open")으로 사용할 수 있다. 첫번째 경우, "De marine liet het schip zinken." (문자 그대로 영어로 옮기면 "The navy let the ship sink")으로 사용할 수 있다.
네덜란드어와 영어의 차이는, 자동사의 완료형의 경우 hebben (to have)이 아닌 zijn (to be)을 조동사로 취한다. 이점은 이런 동사들에도 확대적용된다.
- 현재
  - "Hij breekt het glas." ("He breaks the glass")
  - "Het glas breekt."  ("The glass breaks.")
- 완료
  - "Hij heeft het glas gebroken" ("He has broken the glass.")
  - "Het glas is gebroken."  ("The glass has broken." 혹은 "The glass is broken.")

### 완료 능격 무죄동사
책임질 수 있는 행위자의 부재(absence of an actor)라는 점에서 능격은 무죄동사(verbs of innocence)이다. 네덜란드어에서 이러한 연대는 매우 강하며, 네덜란드어 화자들은 forgetting이나 losing 같은 직접목적어를 가지며 실제로도 타동사형인 동사들마저 완료시제에서는 능격으로 다루는 경향이 있다. 다음의 문장들을 드물지 않게 사용한다.
Ik ben mijn boek vergeten. - I forgot my book (책을 잃어버린 사건은 단지 나에게 일어난 일일 뿐 어떤 행위자도 없다).
Ik ben mijn geld verloren. - I lost my money (나도 참 한심하구나).
gewaarworden ('become aware (of something)') 같은 합성동사(compound verb)에도 비슷하다. 이는 전형적인 처리 동사(process-verb)인 worden ('become')이 있다. 이 동사는 보통 능격이 아니라 계사(copula)로 간주되지만, 능격동사와 계사동사는 관련이 있다. 예를 들어 계사는 보통 완료시제에서도 to be를 취한다. blijven ('stay')과 같은 동사는 계사와 능격 모두 사용 가능하며, 합성동사(nablijven ('stay behind'), bijblijven ('keep up'), aanblijven ('stay on') 등) 종류는 능격이다.
Gewaarworden은 목적어를 두 개 취한다. 하나는 재귀 간접목적어(reflexive indirect object)이고 다른 하나는 사역 목적어(causative object)이다. 많은 언어들에서 사역 목적어는 속격(genitive) 등의 격을 취하지만, 네덜란드어에서는 그렇지 않다.
Ik werd me dat gewaar - I became aware of that.
완료형은 목적어에 상관없이 항상 to be를 취한다.
Ik ben me dat niet gewaargeworden. - (엇비슷하게 해석하면) I did not catch on to that.

## 히브리어
히브리어(Hebrew)는 다른 언어들로부터의 번역차용(calque)이 있기에 약간의 능격동사가 있다. 그럼에도 영어보다는 적다. 히브리어는 사역 구조(causative construction)와 중간수동구조(mediopassive construction)를 자주 사용하기 때문이다. 예를 들어, 동사 שָׁבַר‎ [ʃaˈvaʁ] (능동형)와 נִשְׁבַּר‎ [niʃˈbaʁ] (중간수동형) 모두 깨지다(to break)는 뜻이지만, 능동형은 "He broke the window"에 해당하는 타동사이고 중간수동형은 "The window broke"에 해당하는 자동사이다. 마찬가지로 동사 לַעֲבֹר‎ [laʕaˈvoʁ] (능동형)과 לְהַעֲבִיר‎ [ləhaʕaˈviʁ] (사역형) 모두 넘겨주다/지나가다(to pass)는 뜻이지만, 능동형은 "He passed by Susan"처럼 자동사이고, 사역형은 "He passed the salt to Susan"에 해당하는 타동사이다.

## 같이 보기
- 결합가
- 네덜란드어 문법
- 능격-절대격 정렬
- 대격동사
- 비능격동사
- 비대격동사
- 사역형
- 수동태